# Остия-Антика

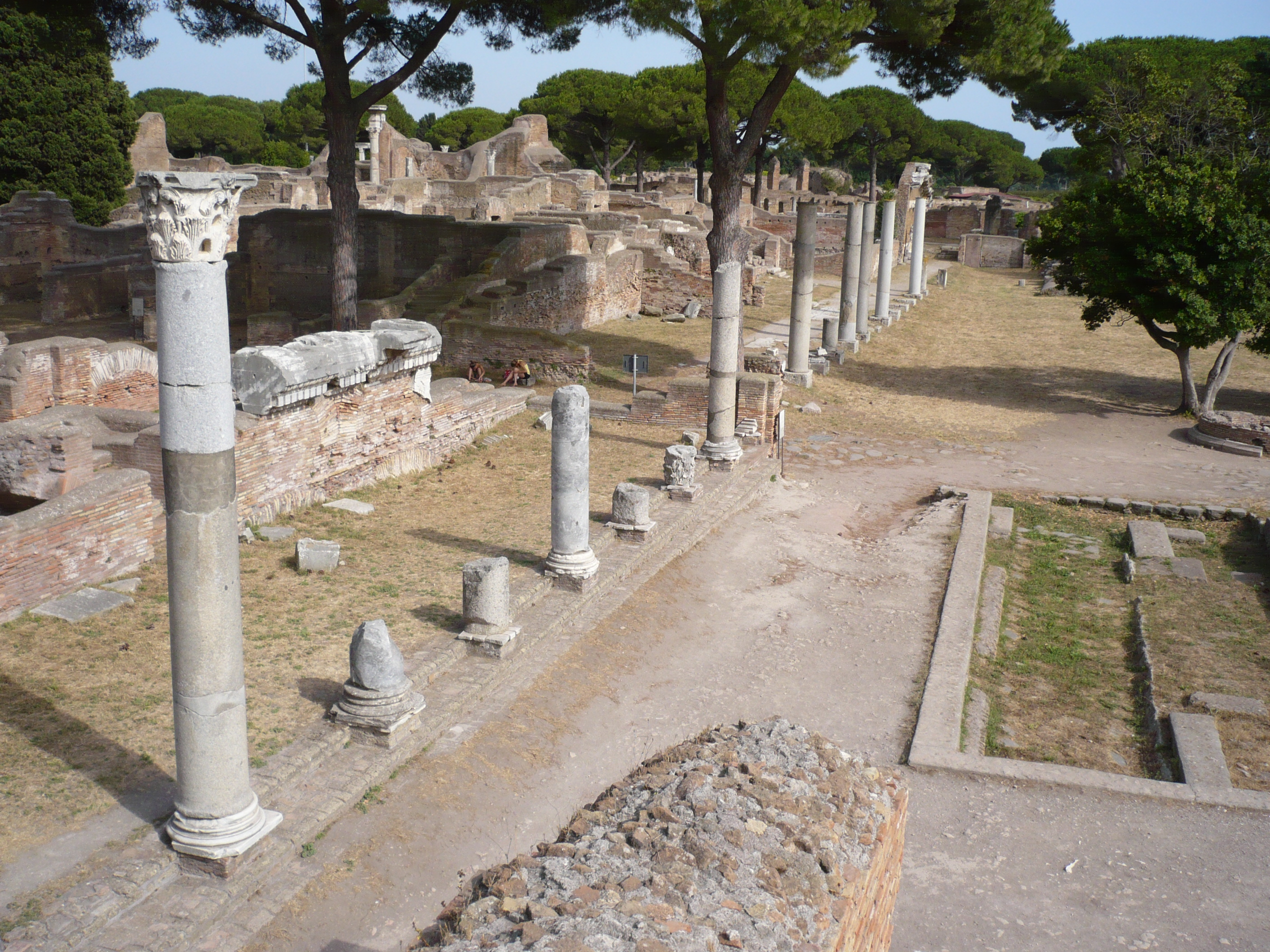
Форум в Остии

О́стия, ныне О́стия-Анти́ка (итал. Ostia Antica) — римский город в Лациуме, в устье Тибра; главная гавань Древнего Рима, традиционно считавшаяся также его первой колонией. Остия переводится с латыни буквально как уста, устье. Прилегающий к археологическому заповеднику район современного Рима тоже называется Остией. Другой порт на Тибре — Порто-ди-Рипетта.

## История
По легенде, Остия была заложена царём Анком Марцием в VII веке до н. э. ввиду наличия здесь богатых солеварен (археологически пока не обнаружены), а также для того, чтобы предотвратить проникновение в Рим вражеских кораблей по реке. Однако древнейшее поселение на месте Остии (крепостное сооружение — castrum), которое смогли обнаружить археологи, датируется лишь IV веком до н. э. Судя по тому, что не были обнаружены захоронения периода легендарного основания города, а только времён республики, а также потому, что долгое время республиканская Остия не имела своего самоуправления и всё решалось магистратами Рима, нынешние исследователи склонны считать (например, Карло Паволини), что Остия являлась изначально военным римским лагерем IV века до н. э., поставленным в устье Тибра для контроля над морским побережьем, так как после покорения Римом Этрурии (396 год до н. э.) контроль над морем стал актуальнее, чем прежде.
Тем не менее, легенда об основании Остии самим царём Анком Марцием нужна была для важности этого поселения.
По другой распространённой версии, Остия VII века до н. э. находилась просто в другом месте и поэтому ещё не найдена археологами.
Во время Пунических войн здесь была основная стоянка республиканского флота. После окончательной победы римлян морская опасность миновала и Остия из военного каструма (план стен и центральных улиц которого до сих пор отчётливо различается в центре города) становится полноценным поселением и разрастается за пределы военных стен.

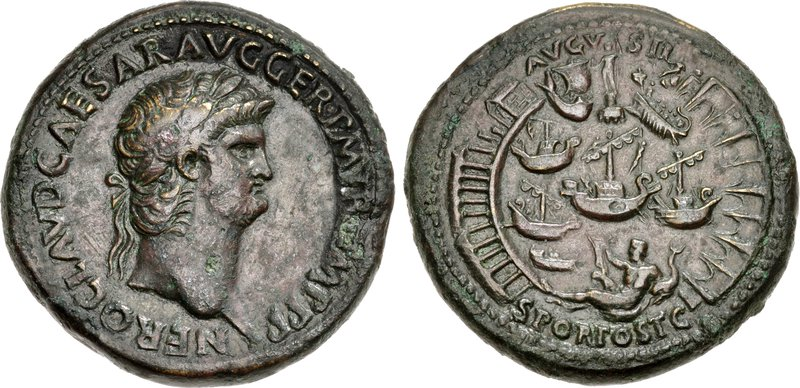
Гавань в Остии на сестерции Нерона

Ко II веку до н. э. территория города расширилась без особого плана, а около 80 года до н. э. при Сулле была построена крепостная стена. С увеличением благосостояния и ростом Рима совпало и процветание Остии, главного торгового центра римской торговли, особенно зерновой (ввиду leges frumentariae)
Однако как место стоянки кораблей Остия была неудобным пунктом: частые заносы русла реки песком и илом требовали постоянных забот об устройстве фарватера. Ввиду этого Цезарь задумал построить искусственную гавань в Остии, но только при Клавдии был устроен новый искусственный водоём, с углублением русла и проведением канала. Траян увеличил сооружения гавани, вследствие чего она стала называться Portus Augusti Traiani. В Остии же теперь базировалась администрация нового порта. Император Максенций открыл в Остии монетный двор, просуществовавший всего пару лет.
Вместе с началом кризиса Римской Империи торговля пришла в упадок, и к концу империи Остия представляла собой уже незначительный городок. В IV веке н. э. Остия, очевидно, ненадолго становится также центром проживания аристократии, домусы этого периода отличаются особенной роскошью. Строительство папой Григорием IV нового порта в Григориополе, сильные наводнения, а также распространение малярии привело Остию в запустение ещё до начала средних веков; жители переселились в борго неподалёку, чтобы защититься от возможного нападения пиратов. Ил и грязь постепенно покрыли улицы древнего города. Первые раскопки в научных целях проводились в XIX веке, затем в первой половине XX века. На сегодняшний день руины Остии открыты на площади в 34 гектара (2/3 площади античного поселения).
В XVI веке Тибр в результате наводнения резко изменил своё русло, а море со временем отошло от античной линии примерно на 3 км.

## Строения Остии
При Траяне население Остии превысило 50 000 жителей. Главная улица (decumanus maximus) была шириной 9 м и длиной почти 2 км и проходила параллельно прежнему руслу Тибра. Вдоль неё располагались общественные здания: театр, храм Августа, Капитолий, посвящённый триаде богов (Юпитеру, Юноне и Минерве), термы и т. д.

### Театр

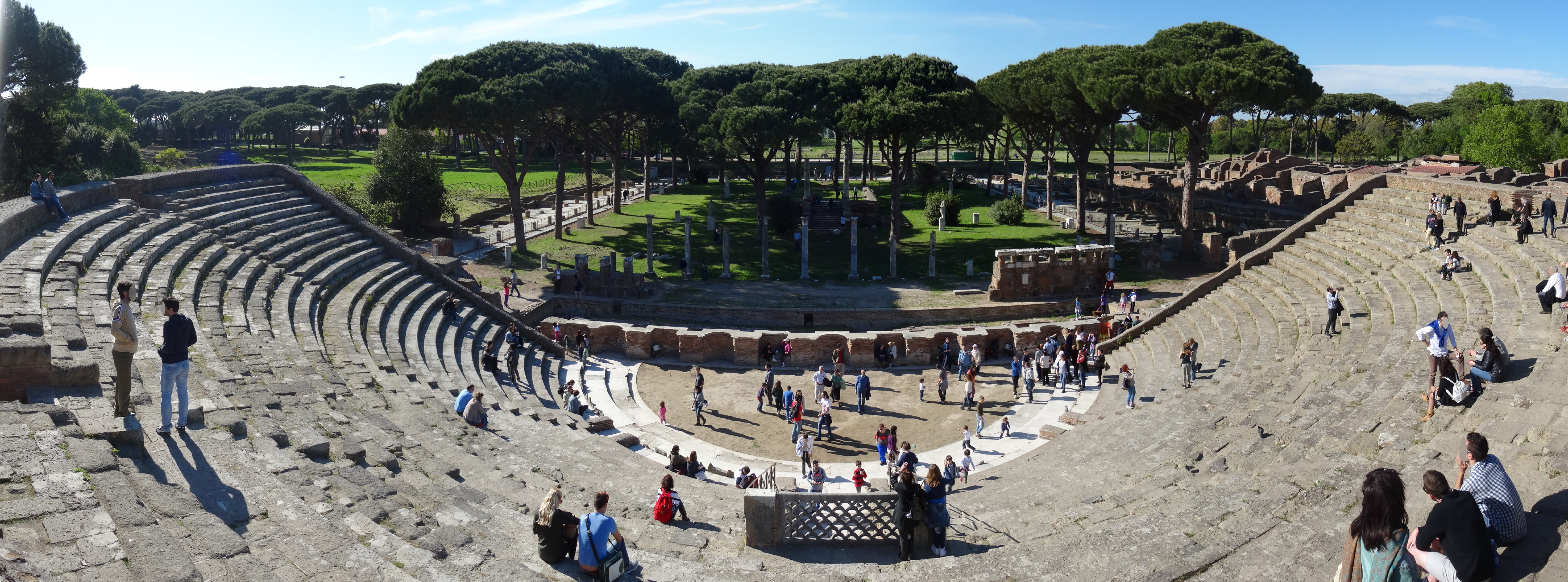
Развалины античного театра в Остии

Театр Остии, расположенный на главной улице (Decumanus Maximus), был построен при Августе. Позже в 196 году был перестроен при Септимии Севере и Каракалле, а также в IV веке. У входа в театр были выставлены статуи Нимф, за фасадом располагались 16 лавок. Трибуна, ниши, колонны театра были украшены мрамором. В 1990-х годах кирпичное строение II века было отреставрировано, и на данный момент театр вмещает около 2700 зрителей (летом здесь проходят спектакли и праздники).

### Инсула и склады
Особенно интересны жилые дома, склады и амбары Остии. Инсулами (Insulae) назывались большие кирпичные дома с мозаичными полами, достигавшие пяти этажей в высоту и заключавшие в себе до 12 комнат. Horrea назывались дома, в которых одновременно располагались склады, бюро и жилые помещения. Склады Остии — один из самых лучших примеров подобных построек Древнего Рима. На складах хранились зерно, вино и другие товары до отправки в Рим. Самые важные склады города (Grandi Horrea) располагались в центре города и были построены при Клавдии. Horrea Epagathiana et Epaphroditiana (145—150) — хорошо сохранившееся небольшое трёхэтажное здание — принадлежало богатым греческим торговцам Epagathus и Epaphroditus, и очевидно использовалось для редких дорогих товаров. Внутренний дворик был украшен мозаикой; двери оснащены сложными замками.

### Храмы
На территории города находилось 18 храмов персидскому богу Митре (митреум), а также синагога и христианская базилика (I век н. э.).

### Термы
Термы Остии были богато украшены мрамором, мозаикой и скульптурами. Самыми большими термами были Terme del Foro — термы на форуме. Другие термы в городе: Термы Митры, Нептуна, Морские (Thermae Maritimae) и множество частных сооружений.

### Другие сооружения
В Остии находились также многочисленные бары и таверны (лат. thermopolia), всего около 38 заведений. Интересны также фуллоники (лат. fullonica) прачечные и хлебопекарни.

Остия
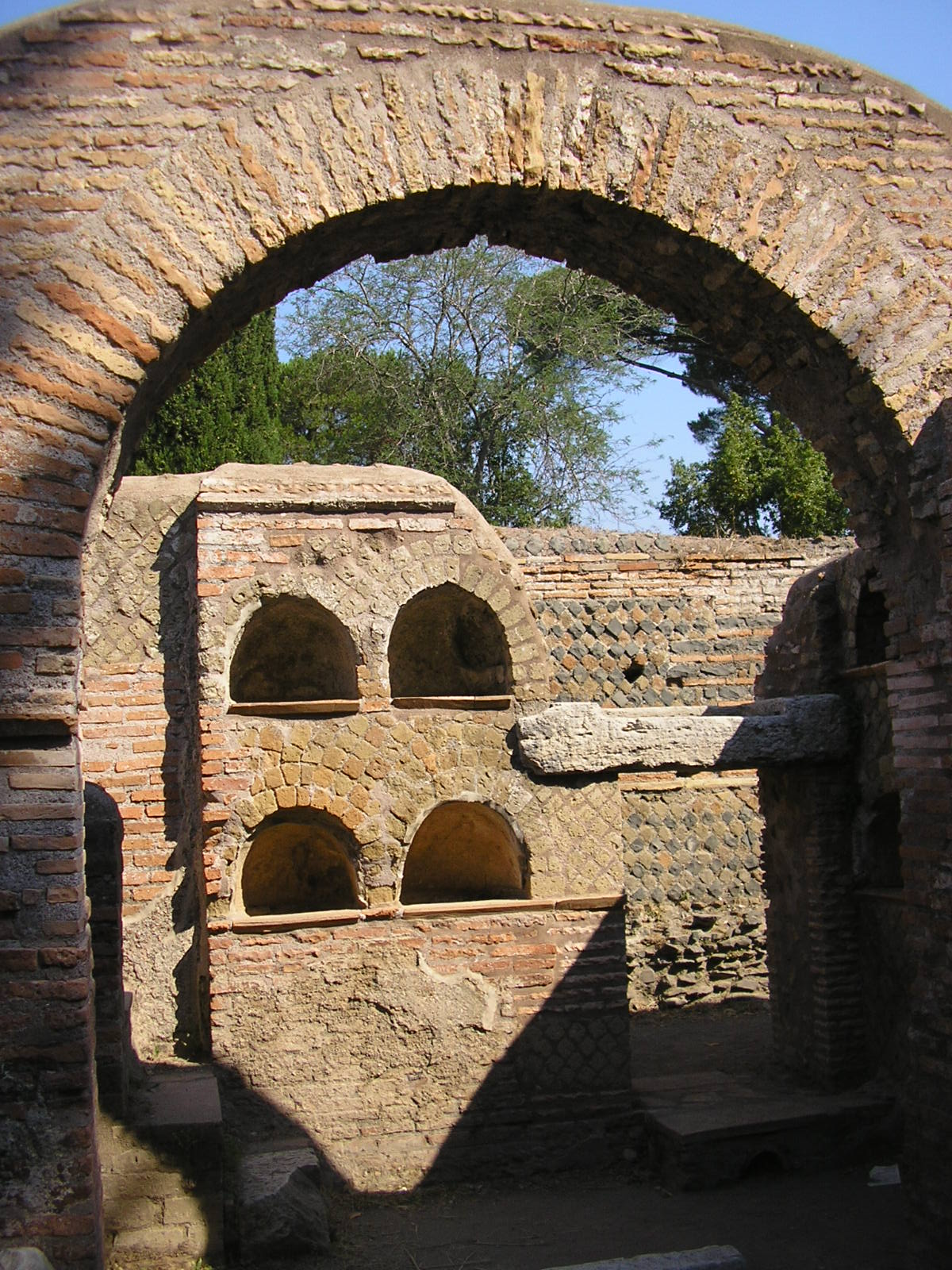
Некрополь
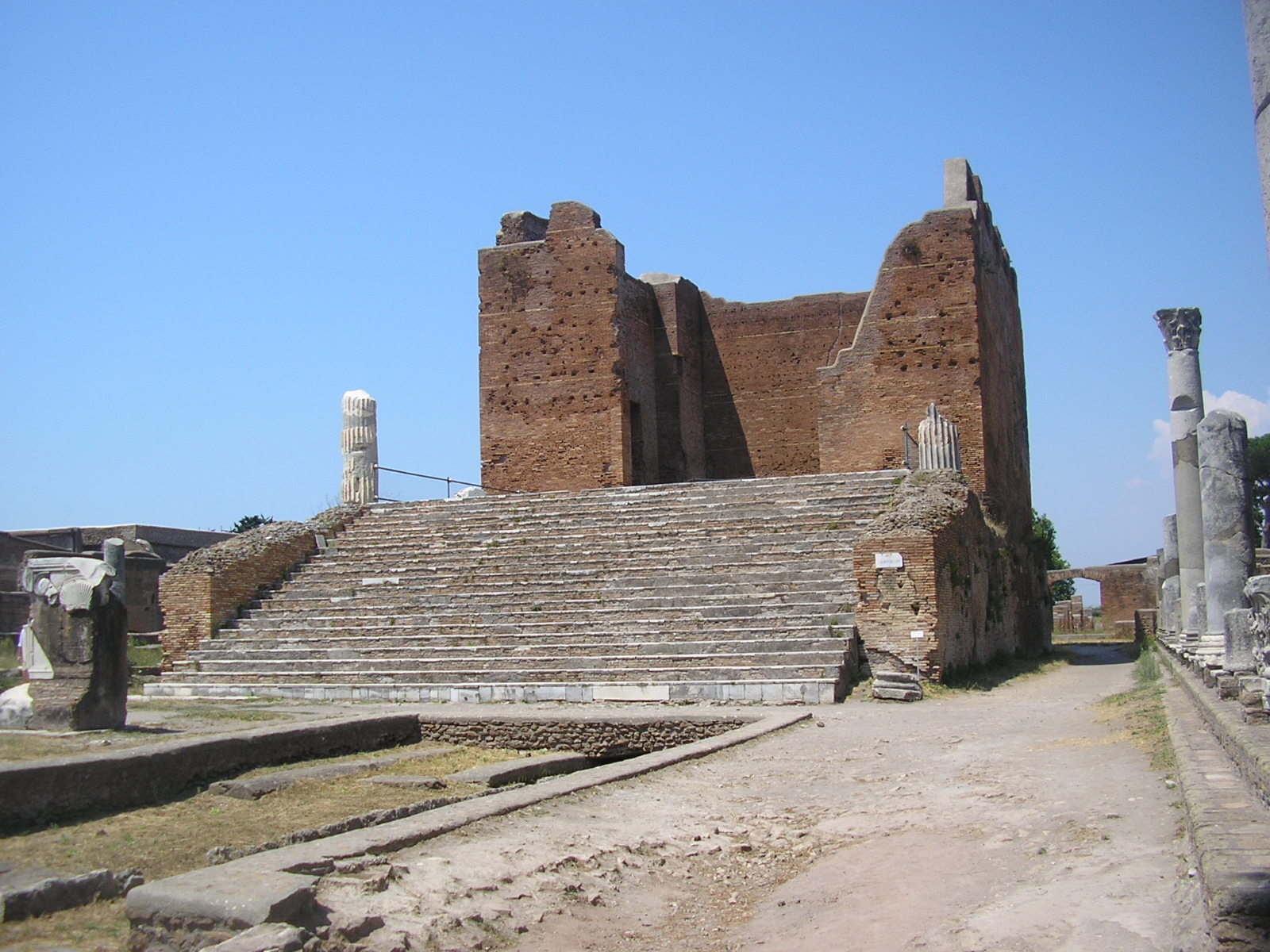
Капитолий
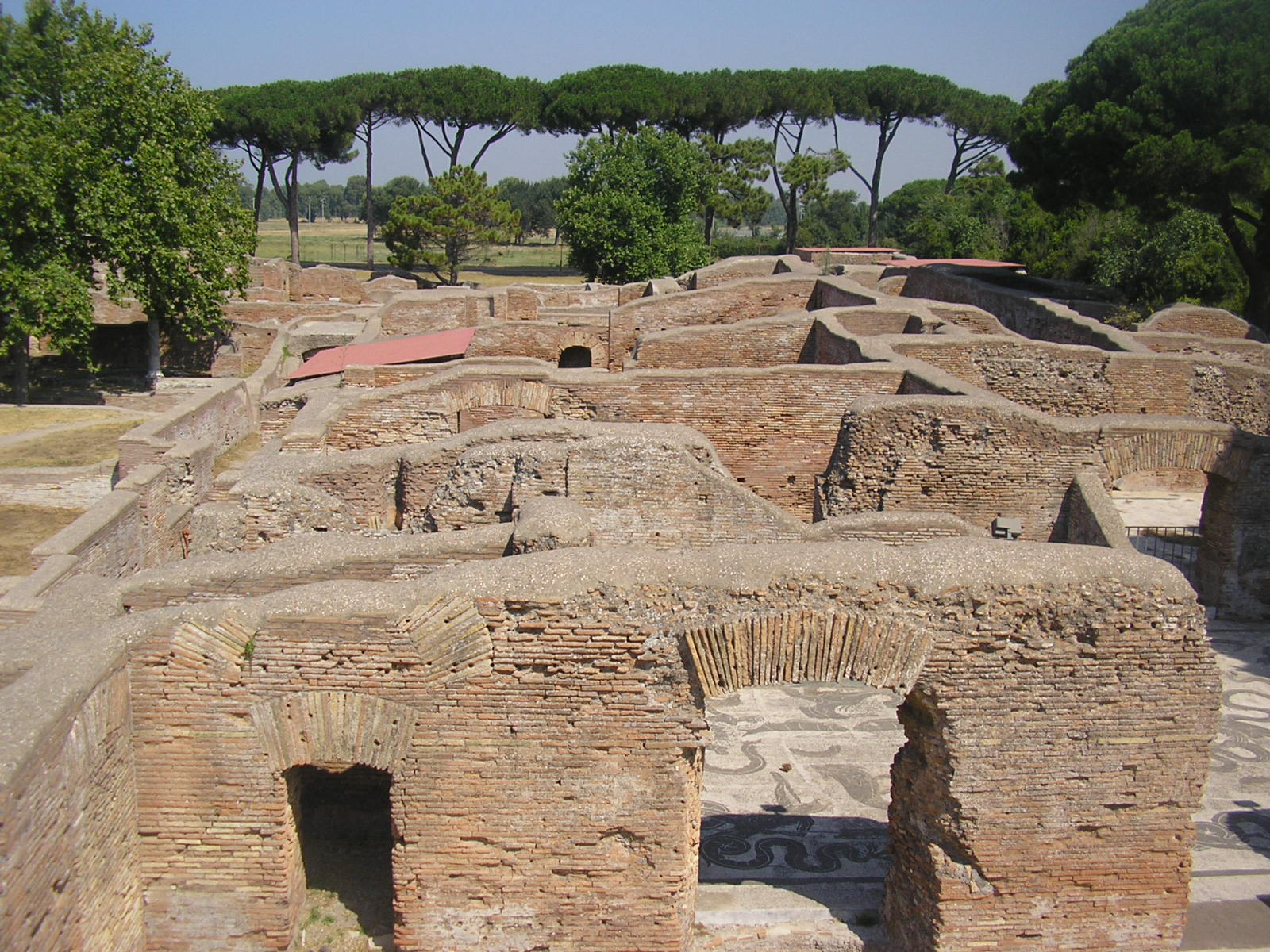
Термы Нептуна
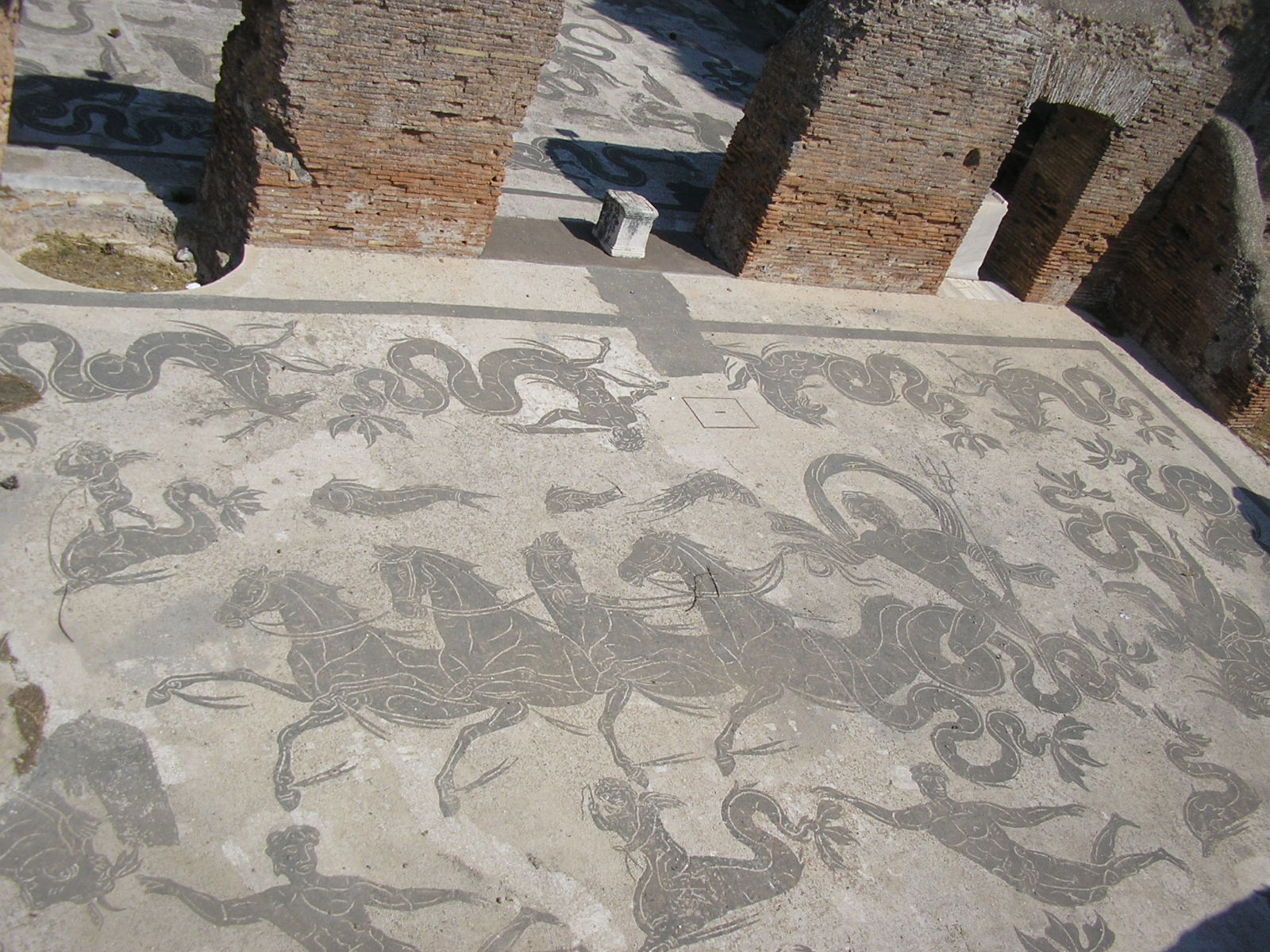
Мозаика в термах Нептуна
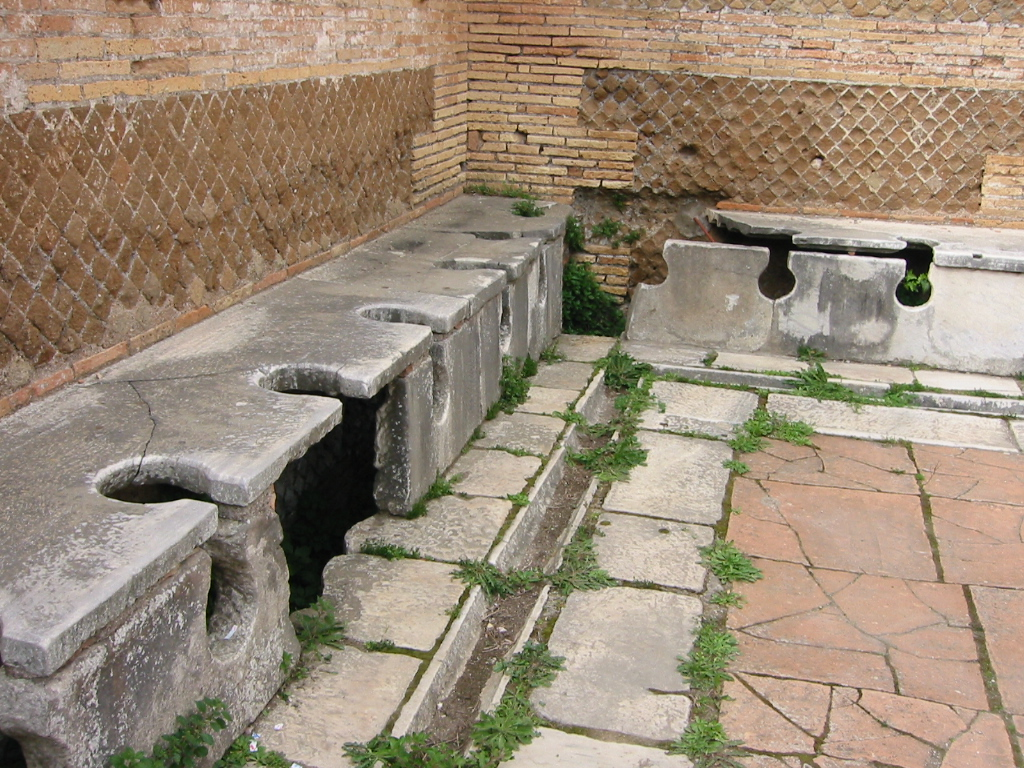
Публичный туалет

## Раскопки Остии
Открытие античной Остии началось в 1832—1835 годах, когда по поручению кардинала Бартоломео Пакка выдающийся итальянский археолог и коллекционер произведений искусства Джан Пьетро Кампана начал раскопки на руинах в устье Тибра, которые были давно известны местным жителям, но не привлекали внимание искателей древности. Уже первые раскопки дали замечательные результаты, которые Кампана не публиковал; только по просьбе немецкого археолога Эдуарда Герхарда (основателя Археологического института в Риме в 1829 году) Кампана в 1834 году дал краткое описание собранных данных в бюллетене «Раскопки в Остии» (Scavi di Ostia).
С 1779 года раскопки в Остии проводили англичанин Томас Дженкинс и итальянец Джованни Вольпато.
Позднее, с 1906 года, «директором Управления раскопок древней Остии» (direttore dell’Ufficio Scavi di Ostia antica) был Данте Вальери. Город был раскопан всего на 500 метров в длину (decumanus maximus) и в ширину на 200 метров. Были раскрыты большая часть Капитолия, район к северу от Кардо Максимус, театр, дом Апулея, термы Нептуна, римские ворота с планировкой декумануса до форума. В опубликованных материалах Вальери указал на перспективы дальнейших исследований, необходимость копать глубже, чтобы восстановить, помимо императорских построек, даже самые древние этапы истории города).
После его кончины в 1913 году раскопки возглавил Гвидо Кальца, затем, в 1922—1924 годах, археолог и историк — Роберто Парибени. В отчётах, регулярно публикуемых с 1914 года, Гвидо Кальца обосновал типологические различия между городскими инсулами («домус после республики»), жилыми домами в Остии и Помпеях (domus dopo la Repubblica, l’abitazione ostiense del periodo imperiale e l’abitazione pompeiana, fra l’insula e la domus). Эти и другие наблюдения Гвидо Кальца изложил в статье «Раскопки в населённых пунктах Остии» (в сборнике «Древние памятники Академии Линчеи» (1920).